# Guitarra Hawaiana
La guitarra hawaiana és l'evolució de la guitarra que va ser introduïda a Hawaii a través de Mèxic vers 1830. L'instrument va ser ràpidament adaptat a l'estil autòcton de l'illa i va començar-se a afinar cada vegada més freqüentment en afinacions obertes, les quals consisteixen en deixar una tríada major fent sonar les cordes a l'aire. Aquests tipus d'afinació llavors s'anomenaven slack key, nom que va adoptar un tipus de guitarra sense trasts contemporània.

## Tècnica
La sonoritat característica de la guitarra hawaiana es presenta a partir de glissandos o slides. Els glissandos són comuns en la tradició musical occidental, no obstant és particular d'aquest instrument l'ús d'un objecte que es fa lliscar amb la mà esquerra sobre les cordes per tal d'executar-los. Els primers utensilis emprats per a aquesta funció foren raspalls i ganivets, encara que posteriorment s'han desenvolupat objectes d'acer i de vidre pensats per a tal ús. L'any 1885 aquesta tècnica va popularitzar-se a Hawaii en mans de Joseph Kekuku. Es creu que Kekuku la va aprendre d'un home indi que nomia Davion. Una pràctica semblant ja era vigent a l'Índia ja des del segle xix a través del goṭṭuvādyam, un instrument de corda polsada hindú. Una altra hipòtesi apunta que de petit, Kekuku va ferir per accident les cordes d'una guitarra espanyola amb un pestell deixant sonar un so molt peculiar que el portà a experimentar amb el mànec d'un ganivet. L'estil hawaià va arribar als Estats Units al llarg de les primeres dècades del segle xx. Fou llavors que la tècnica del slide es propagà en un context internacional i que l'instrument es perfeccionà i definí.

## Instruments derivats
La propagació de la guitarra hawaiana i de la tècnica del slide als Estats Units va anar a la mà de l'estil de música autòcton hawaià, encara que prest s'adaptaren a altres estils com el blues o el country. Aquest fenomen va fer evolucionar l'instrument segons l'estètica pròpia dels estils on novament s'introduí i va deslligar-lo cada vegada més de la concepció tradicional de la guitarra. Primerament s'empraven guitarres espanyoles amb l'acció més alta i col·locades amb el diapasó cap a dalt sobre les cuixes del guitarrista. Es normalitzà que els slides es fessin amb barres d'accer, d'aquí el nom de steel guitar. Cap a principis de la dècada de 1930, es trobaven per una banda les resonator guitar i per altra el model Frying Pan de Rickenbacker. El model Frying Pan, llançat l'any 1932, fou la primera steel guitar d'amplificació elèctrica sense caixa de ressonància.

### Resonator guitar
Les resonator guitars es caracteritzen per l'incorporació de discs metàl·lics dins el cos i lligats al pont per tal d'assolir més ressonància i per tant, més volum i potència. El primer model de resonator guitar fou desenvolupat a finals dels anys 20 per John Dopyera i es comercialitzà per part de la National String Instrument Corp. l'any 1927. S'experimentà amb el mateix sistema de discs metàl·lics en altres instruments com ukeleles o banjos, i ja a finals dels anys 30, en steel guitars. Les resonator guitar triomfaren sobretot en estils com el country, el hillbilly, el bluegrass i la música hawaiana. Tot i que no fou fins als últims anys de la dècada de 1930 que es comercialitzaren steel guitars d'estil resonator, ja anteriorment s'empraven resonator guitars genèriques de la mateixa manera, col·locant-se horitzontament sobre les cuixes i emprant botelles de vidre per als slides.

### Pedal steel guitar
Les limitacions que causaven les afinacions obertes portaren a certs fabricants a construir steel guitars de dos o més mànecs i/o amb pedals que canviaven l'afinació. La primera reacció fou la d'adherir més mànecs, encara que fou una solució poc pràctica, ja que les steel guitars que tenien més mànecs tenien una grandària desmesurada i incòmode per a l'activitat musical. Durant la dècada de 1940, empreses com Epiphone o Bigsby limitaren el nombre de mànecs a dos i afegiren pedals que permetien manipular l'afinació de l'instrument. Aquests pedals no sols resolien un problema d'afinació, sinó que permetien noves possibilitats tècniques. L'instrument resultant fou la pedal steel guitar, la qual normalment comprenia de dos mànecs, vuit pedals i quatre palanques que es manipulaven amb els genolls. Algunes pedal steel guitar podien arribar a tenir fins a vuit, deu, dotze o catorze cordes a cada mànec. Una afinació recurrent fou la d'afinar un mànec amb l'acord de E9, i l'altre amb l'acord de C6. Fins a la dècada del 1970, els fabricants de guitarres elèctriques més importants com Fender o Gibson comercialitzaren amb pedal steel guitars, encara que el mercat fou remarcablement minoritari degut als costs elevats. A partir dels anys 90 fabricants menors com Matses and Morrell han mantingut l'instrument en el circuit.